# Bertrams wever
De Bertrams wever (Ploceus bertrandi) is een zangvogel uit de familie Ploceidae (wevers en verwanten).

## Verspreiding en leefgebied
Deze soort komt voor in de hooglanden van Tanzania, Zambia, Malawi en noordelijk Mozambique.